# Neurobasis cyaneipennis
Neurobasis cyaneipennis är en trollsländeart som först beskrevs av W. Foerster 1897.  Neurobasis cyaneipennis ingår i släktet Neurobasis och familjen jungfrusländor. Inga underarter finns listade i Catalogue of Life.